# Maurice, der Kater
Maurice, der Kater (Englischer Titel: The Amazing Maurice and His Educated Rodents) ist ein Roman von Terry Pratchett. Es ist der 28. Scheibenwelt-Roman, wurde aber zunächst als fantastisches Kinderbuch konzipiert. Damit gewann Terry Pratchett seinen ersten großen Buchpreis, die jährlich verliehene Carnegie-Medaille des britischen Buchhandels für das beste Kinderbuch des Jahres.
Maurice, der Kater wurde 2001 publiziert. Ort der Handlung ist Bad Blintz, ein Kurort in Überwald. Maurice, der Kater gehört zu den Kultur-Geschichten, und der Titelheld Maurice hat auch die prominenteste Rolle beim einträglichen Rattenfängertrick. Ansonsten lehnt sich die Geschichte stark an den Rattenfänger von Hameln an und wurde wohl auch durch die Werke von Beatrix Potter inspiriert.

## Deutsche Ausgabe
Manhattan (Goldmann), 2004, ISBN 3-442-54570-6

## Handlung
Maurice, der Kater ist ein Buch über das ambivalente Verhältnis zwischen Mensch und Tier, aber auch zwischen Tier und Tier, wenn, wie in diesem Fall, die tierischen Beteiligten des Sprechens mächtig sind. Wer zu wessen Nutzen da ist und ob das überhaupt die richtige Frage ist, muss nahezu minütlich neu ausdiskutiert werden. Maurice, Protagonist und Namensgeber, ist ein Straßenkater mit Narbengesicht und zerfetzten Ohren. Maurice fürchtet, dass Denken und Sprechen ihm zugestoßen sind, nachdem er eine der neuen, intelligenten Ratten gefressen hatte, die auf dem Abfallhaufen der Unsichtbaren Universität leben. Da er inzwischen mit diesen Ratten zusammenarbeitet, kennt er sogar ihren Namen, sie hieß „Konservierungsstoffe“.
Ein Traum treibt die „Die Veränderten“, wie sich der Rattenclan auch nennt, voran. Auf einer einsamen Insel möchten sie eine originäre Rattenzivilisation aufbauen. Maurice, ein echter Straßenkater, weiß, wie die Welt funktioniert, und dass man für so etwas Geld braucht. Zusammen mit den Ratten und einem dumm aussehenden Jungen namens Keith organisiert er ein einträgliches Geschäft.
Der Clan besteht aus etwa 100 Mitgliedern. Sobald sie eine neue Stadt erreichen, inszenieren sie zunächst eindrucksvoll eine Rattenplage. Sie pinkeln in die Milch, schwimmen im Klosett und stehlen Senioren die Gebisse aus dem Mund. Solche Dreistigkeiten wecken in den Bürgern schnell den Wunsch nach einer endgültigen Lösung des Rattenproblems. Just in diesem Moment tauchen Maurice und Keith, der Flötenspieler, auf und bieten ihre teuren Dienste an. Nachdem sie kräftig kassiert haben, lockt der Rattenpfeifer die Ratten aus der Stadt, und der Trupp verschwindet auf Nimmerwiedersehen.
„Gefährliche Bohnen“, der erste Rattenphilosoph, hält dieses Tun für unethisch. In Bad Blintz, einem Kurort in Überwald, soll der Rattenfängertrick zum letzten Mal zur Aufführung kommen. Sie geraten dabei den ortsansässigen Rattenfängern in die Quere, die gerade eine eigene, viel gemeinere, Abzocke am Laufen haben. Aus dem harmlosen Betrugsversuch wird ein Kampf auf Leben und Tod, den Maurice und der Clan schließlich knapp gewinnen. Mit den Beweisen gegen die Spitzbuben unter den Menschen in den Pfoten verhandeln die Ratten und der Stadtrat, letztlich erfolgreich, über eine friedliche Koexistenz zwischen Ratte und Mensch. Der Rattenclan wird in Bad Blintz zur Touristenattraktion, und alle leben glücklich und zufrieden – bis auf Maurice. Dieser sucht sich den nächsten dumm aussehenden Jungen, um mit ihm einen neuen, sensationellen Trick einzustudieren. Menschen nämlich wollen betrogen sein.

## Verfilmung
2022 erschien der gleichnamige Computeranimationsfilm.